# Зиновий Сидорович
Зиновий Сидорович — псковский степенный посадник в конце XV века, во времена падения Новгородской республики. Проводил политику противодействия планам московского великого князя Ивана III по ликвидации Псковской республики. Не имея возможности открыто противостоять политике Великого княжества Московского и пытаясь сохранить псковскую автономию принадлежал к числу псковских политических деятелей, выступавших за политику покорности московскому правительству.

## Биография
В марте 1471 году ездил в Вильну во главе посольства к королю Казимиру IV для решения спорных дел о землях и водах, относительно которых псковитяне не могли сговориться на съезде с королевскими сановниками. Посольство было милостиво принято королём и 21 апреля вернулось в Псков с подарками и ответом Казимира, который обещал сам приехать и осмотреть спорные места. Но такое решение короля, объявленное послами на вече, не понравилось псковитянам:

понеже николи не бывало от князей великих, ни от королев, колько их не бывало в Литовской земли… и тии вси на съезд панов слали, а сами не бывали никако с псковичи правити о порубежных местех и границах
— Зиновий Сидорович // Русский биографический словарь : в 25 томах. — СПб.—М., 1896—1918.
Такая позиция псковичан в значительной степени была вызвана боязнью новых осложнений во внешней политике Псковской республики, и без того крайне сложной ввиду того, что, с одной стороны, Москва зорко следила за всеми действиями псковитян, а, с другой стороны, беспрестанно тревожили немцы. Для борьбы с последними Пскову нужна была помощь Москвы, и Иоанн III, по просьбе псковитян, отправил к ним большое вспомогательное войско, которое псковские посадники встретили с хлебом и медом, немцы же, узнав о грозной силе, собравшейся против них, поспешили заключить мир.
В январе 1474 года Зиновий Сидорович вступил в переговоры с послами, прибывшими в Псков от магистра Ливонского ордена и юрьевского епископа. С первыми мир восстановлен был на 25 лет, со вторыми — на 30, при условии, что немцы не будут вступаться в земли псковитян, дадут свободный проезд их купцам и не станут пропускать в Псков из Ливонии ни пива, ни меда. Псковитяне были довольны этим договором и послали к великому князю в Москву гонца Григория Умыл-Бородина «бити челом на его жалованьи и на печаловании». Однако, Иван III рассердился на то, что псковитяне вместо знатных людей прислали к нему гонца и после возвращения Умыл-Бородина в апреле из Пскова поспешили отправить новое посольство с поминками, в состав которого вошёл и посадник Зиновий Сидорович. Но великий князь послов «на очи не пустил, ни дару не принял», «понеже умедлиша приити с челобитием». Пять дней простояли они шатром в поле и 23 июня ни с чем вернулись в Псков.
В январе 1476 года, когда Иван III творил суд в Новгороде, Зиновий Сидорович с псковским князем Ярославом Васильевичем и другим посадником Стефаном Максимовичем отправились к нему бить челом, чтобы он жаловал свою отчину Псков. Великий князь отвечал им, что хочет держать псковитян по старине, прибавив, «а кого к вам о своих делех ни пришлю, и вы бы есте мене слушали, а ему верили, как и мне, великому князю, и моей грамоте».
Летом 1477 года Иван III прислал в Псков своего посла Иоанна Зиновьева, который объявил псковитянам приказ Ивана III собирать войско против Великого Новгорода для помощи в московско-новгородской войне. В ноябре того же года требование повторил и другой великокняжеский посол Василий Дятлов. Во главе псковского войска были поставлены: князь Василий Васильевич Шуйский и три посадника, среди которых был и Зиновий Сидорович. Псковская рать, расположившись вокруг озера Ильмень, простояла под Новгородом восемь недель и только после того, как новгородцы запросили мира, была распущена по домам.
В декабре 1478 года Зиновий Сидорович опять принял участие в большом посольстве, отправленном с богатыми подарками к Ивану III в Великий Новгород.
В 1480 году вновь ездил в Новгород приветствовать приехавшего туда Ивана III.
В 1483 году в Пскове начались волнения: псковичи посекли дворы пяти посадников, в том числе и у Зиновия, а в следующем году, когда смерды отказались исполнять свои обычные работы для города, и платить дань горожанам. Троих из смердов посадили в тюрьму и написали на них «мёртвую грамоту».
В 1485 году два раза вместе с другими посадниками ездил к великому князю в Москву. Первый раз с жалобою на тверян, убивших псковских гонцов, а второй раз по поводу мятежа 1483 года. Вече ссылалось на старинную («мертвую») грамоту, облагавшую смердов данью, но Иван III принял сторону сельского населения и в грозном ответе псковским послам заявил, что они приехали к нему «бездельно», осудил самоуправство веча, велел отпустить задержанных смердов и отпечатать их «животы». Впрочем, смягченный полной покорностью послов, обещал жаловать псковитян, «как пригоже», если они добьют ему челом.
В последний раз Зиновий упоминается в 1486 году, когда он приехав в Москву, бил челом великому князю о том, чтобы он держал Псков «по старине» и жаловался на псковского наместника Ярослава Оболенского.

## Комментарии
1. ↑  В январе 1480 года Иван III находился в Новгороде. В это же время обострились псковско-орденские отношения. Иван III отправил во Псков своего воеводу с войсками. Конфликт не был улажен, он вновь обострился в конце лета. Источник: Боханов А. Н., Горинов М. М. История России с древнейших времен до конца XX века. РАЗДЕЛ III. Глава 14.